# Choustníkovo Hradiště
Pour les articles homonymes, voir Hradiště.
Choustníkovo Hradiště (en allemand : Gradlitz bei Königinhof) est une commune du district de Trutnov, dans la région de Hradec Králové, en Tchéquie. Sa population s'élevait à 592 habitants en 2020.

## Géographie
Choustníkovo Hradiště se trouve à 5 km à l'est de Dvůr Králové nad Labem, à 16 km au sud de Trutnov, à 25 km au nord de Hradec Králové et à 110 km au nord-est de Prague.
La commune est limitée par Kocbeře au nord, par Kohoutov et Vlčkovice v Podkrkonoší à l'est, par Stanovice au sud, et par Dvůr Králové nad Labem à l'ouest.
Elle se trouve à la frontière entre le plateau de Jičín et les contreforts des monts des Géants. Le point culminant se trouve à 467 m au-dessus du niveau de la mer. Le ruisseau Kocbeřský potok traverse le bourg.

## Étymologie
Le village a été nommé d'après le château local (“'hradiště”'), propriété de Heřmaň de Choustník.

## Histoire
La première mention écrite de la localité date de 1316, lorsque le roi Jean de Luxembourg, ainsi que la quasi-totalité de la région de Trutnov (à l'exception de Trutnov lui-même), l'a donné en gage à Půta de Turgov en tant que principal de la récompense promise pour l'aide militaire. Puta a apparemment construit un château ici, peut-être sur le site d'un colline fortifiée antérieure.

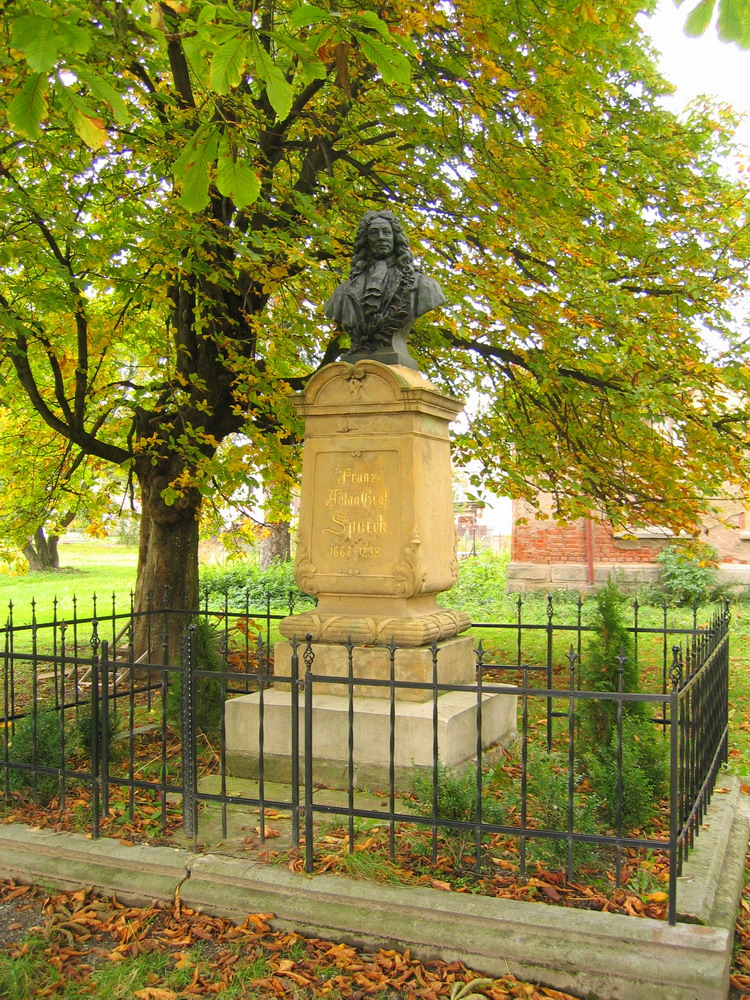
Monument F.A. Špork.

À la fin du XIVe siècle, le château et le domaine adjacent appartiennent à Heřman de Choustník, dont le nom est également inclus dans celui du village. Après la disparition des Seigneurs de Choustník (cs), le domaine changea rapidement de mains. En 1485, il était détenu en gage par le chevalier Hanus de Šelndorf et Hornšperk, et au XVIe siècle par les Seigneurs de Švamberk (cs). En 1623, le domaine est acheté par Albrecht von Wallenstein, qui le vend à Trčkům (cs). Après 1634, le domaine échut à l'empereur Ferdinand II. Il en fait bientôt don, en récompense de ses services, au comte František d'Ulfeld (cs).
Après un autre changement rapide de propriétaires, le château fut acheté par le comte Johann von Sporck, qui le fit reconstruire et y vécut jusqu'à sa mort en 1679. Son fils František Antonín Špork agrandit d'abord le château, mais finit par construire une résidence dans la ville voisine de Kuks et le château servit de monastère temporaire à l'Ordre des Célestins jusqu'en 1739. Après cela, il a été utilisé comme grenier, et à la fin du 18ème siècle, il était tombé en ruine.
Malgré la réinstallation de F.A. Špork à Kuks, le village est resté le centre du manoir de Choustnice-Hradiště. Il était le siège du grand domaine (cs), de l'administration des fermes et des forêts, etc. Le domaine a appartenu aux familles Špork (cs) et Swéerts-Sporck (cs) jusqu'en 1949. Grâce au legs de F.A. Špork, le produit de la succession a été utilisé pour financer le fonctionnement de l'hôpital de Kuks et l'ensemble de la succession a donc été administré depuis Kuks par la fondation de l'hôpital.
Le 9 mai 2022, la municipalité a retrouvé le statut de canton.

## Sites touristiques
- Ruines du château de Choustníkovo Hradiště (cs)
- Église de l'Exaltation de la Sainte-Croix (cs) avec presbytère et cimetière
- Monument à la Marche de la mort[7]
- Le supplice de Dieu sur la route des Monts des Géants (Krkonoše)
- Statue de saint Jean de Népomucène
- Statue de Saint Jean de Dieu
- Buste du comte František Antonín Špork
- Tilleul de Choustník Hradiště (cs), un arbre commémoratif dans le quartier sud de l'église (50° 25′ 26″ N, 15° 52′ 39″ E)
- Chêne sec, un arbre monumental à environ 1¾ km SW du village, près de l'Elbe (50° 24′ 42″ N, 15° 51′ 46″ E)
- les bâtiments de la brasserie de Choustníkovo Hradiště - un monument technique
- Colonne météorologique (cs) devant l'ancien bâtiment de l'école primaire de 1935[8]

## Galerie

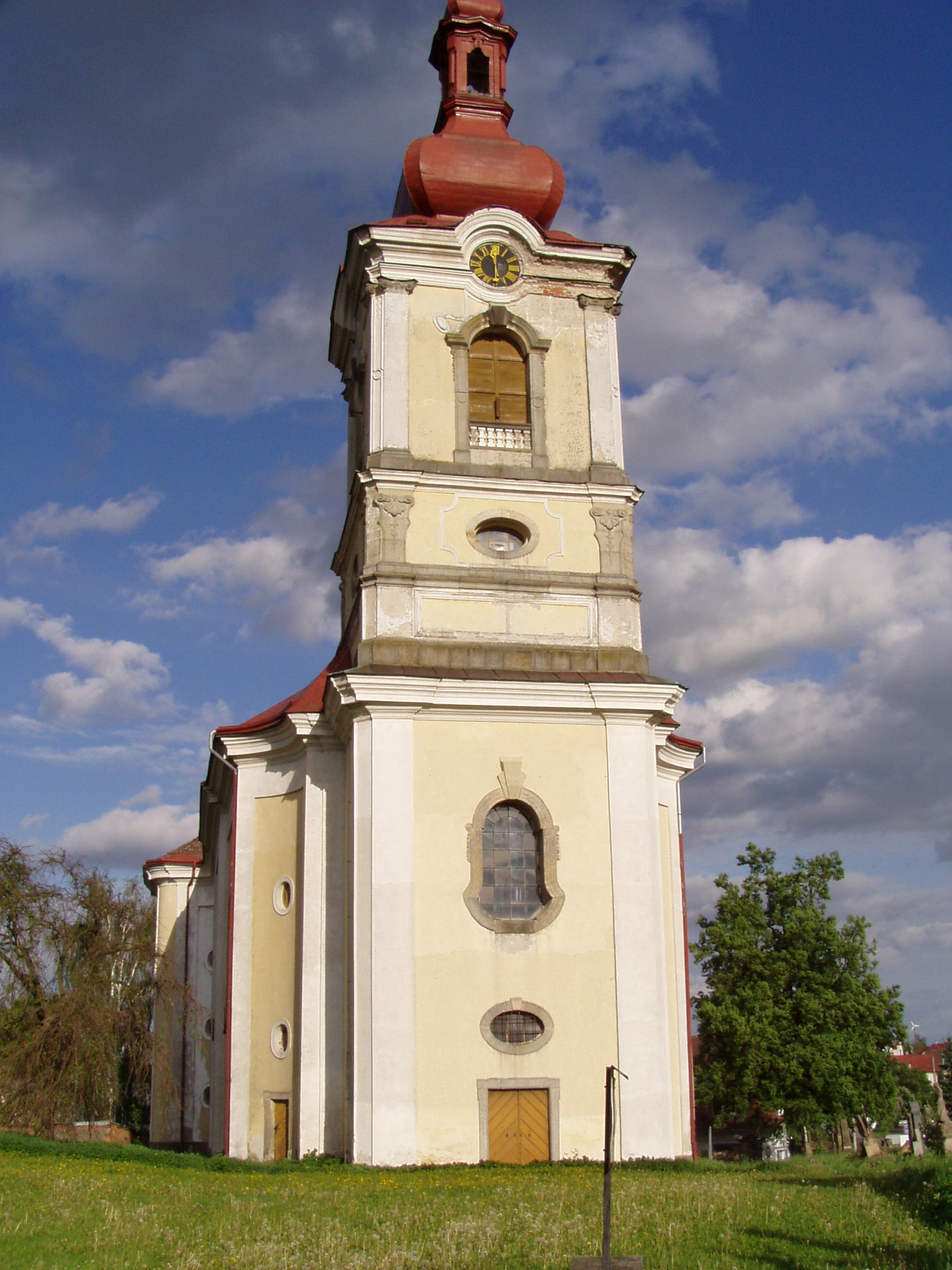
Église de l'Exaltation de la Sainte-Croix.

Le principal point de repère de Choustníkovo Hradiště est l'église de l'Exaltation de la Sainte-Croix. Elle a été construite dans le style baroque tardif en 1760-1770. À côté de l'église se trouve un presbytère baroque datant de 1723.
Seuls quelques vestiges de murs, de caves et de fossés ont survécu au château. La ruine est librement accessible.